# Berville-sur-Seine
Berville-sur-Seine ist eine französische Gemeinde mit 542 Einwohnern (Stand: 1. Januar 2022) im Département Seine-Maritime in der Region Normandie. Die Gemeinde gehört zum Arrondissement Rouen und zum Kanton Barentin (bis 2015: Kanton Duclair). Die Einwohner werden Bervillais genannt.

## Geographie
Berville-sur-Seine liegt etwa 13 Kilometer westnordwestlich von Rouen an der Seine. Berville-sur-Seine ist Teil des Regionalen Naturparks Boucles de la Seine Normande. Umgeben wird Berville-sur-Seine von den Nachbargemeinden Duclair im Norden und Westen, Saint-Pierre-de-Varengeville im Norden und Nordosten, Hénouville im Osten sowie Anneville-Ambourville im Süden.

## Einwohnerentwicklung
| Jahr                      | 1962 | 1968 | 1975 | 1982 | 1990 | 1999 | 2006 | 2013 |
| Einwohner                 | 299  | 277  | 305  | 486  | 478  | 552  | 552  | 559  |
| Quelle: Cassini und INSEE |      |      |      |      |      |      |      |      |

## Sehenswürdigkeiten
- Kirche Saint-Lubin aus dem 16. Jahrhundert
- Herrenhaus